# Натка (деревня)
Натка — упразднённая деревня в Тулунском районе Иркутской области России. Входила в состав Сибирякского муниципального образования. Исключена из учётных данных в 2025 году.

## География
Находится примерно в 23 км к северо-западу от районного центра — города Тулун, на одноименной реке.

## Топонимика
По мнению Станислава Гурулёва, гидроним Натка (также Нотка) происходит от эвенкийского нотка — интерпретации русского лодка.

## Природа
В районе деревни расположен источник природной минеральной воды, которая имеет характерный запах сероводорода и считается лечебной.

## Инфраструктура
В деревне рядом с источником минеральной воды планировалось открыть профилакторий. Однако, здание так и не было достроено, стройка была остановлена.

## Население
| 2002 | 2010 | 2011 | 2012 |
| ---- | ---- | ---- | ---- |
| 5    | ↘0   | →0   | →0   |

## Состояние
На 2012 год какие-либо жилые строения на территории деревни отсутствуют.